# Ia Orana Maria
Ia Orana Maria (título original, en tahitiano normalizado Ia ora Maria), Ave María, es un cuadro de Paul Gauguin hecho en 1891 durante su primera estancia en Tahití. Se conserva en el Museo Metropolitano de Arte de Nueva York. Se conoce por la referencia núm. 428 del catálogo de Wildenstein.
Representa la escena de la Anunciación con los motivos trasladados a Tahití. El título, destacado en mayúsculas en un recuadro amarillo (Ia Orana Maria), hace referencia al saludo del arcángel Gabriel a la Virgen María. 'Ia ora na es un saludo habitual en tahitiano, i'Ia ora na Maria es la oración del Ave María. Ahora bien, la presencia del Niño Jesús podría ser una evocación de la «Adoración de los pastores».

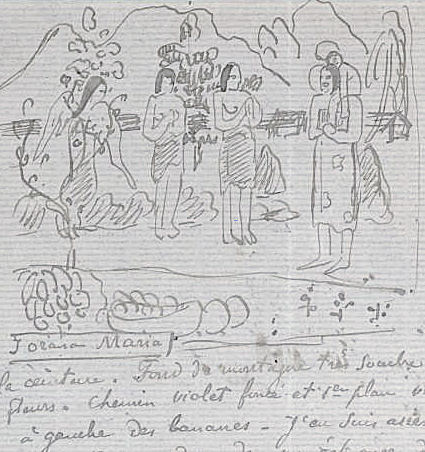
Carta a Daniel de Monfreid, 11 de marzo de 1892.

Gauguin lo describe en una carta, además de hacer un boceto:

Un ángel de alas amarillas señala a dos mujeres tahitianas, a María y Jesús, tahitianos también. Desnudos vestidos con pareo con flores que se liga como se quiere a la cintura. Fondo de montaña muy umbría y árboles en flores. Camino violeta oscuro y primer plano verde esmeralda, a la izquierda unos plátanos. Estoy bastante satisfecho.

Los habitantes del distrito de Mataiea, donde se había instalado Gauguin, eran católicos mientras que en el resto de la isla eran mayoritariamente protestantes. Gauguin se había interesado por el sincretismo entre la religión tradicional y la cristiana, y lo representa a su forma. Dos mujeres tahitianas en actitud de oración observan a María y el Niño Jesús coronados con aureola. Detrás, un ángel con alas. La figura de María destaca por ser más grande y de color rojo. Los pies grandes y los rostros con rasgos muy marcados, resalta el primitivismo de las figuras. El paisaje es exuberante y rico en color. La presencia de los frutos exóticos en primer plano son más una ofrenda pagana que cristiana. La posición del niño sobre un hombro de la madre resulta extraña e improbable.
Según el señor Mothéré, la figura central se parece a Marie Henry, propietaria de la «Buvette de la Plage», en Le Pouldu (Bretaña), donde Gauguin se había alojado en 1890. Las dos figuras de la izquierda están copiadas de una fotografía de los relieves del templo budista de Borobudur, en la isla de Java, que representa El encuentro de Buda y los tres Monjes en el camino de Benares.
La figura con el pareo azul la volvió a reproducir en primer plano en Palabra Palabra (1892) y Haere Pape (1892). La figura central la hizo en zincografía distribuida en la revista El Épreuve: Álbum de arte de marzo de 1895.

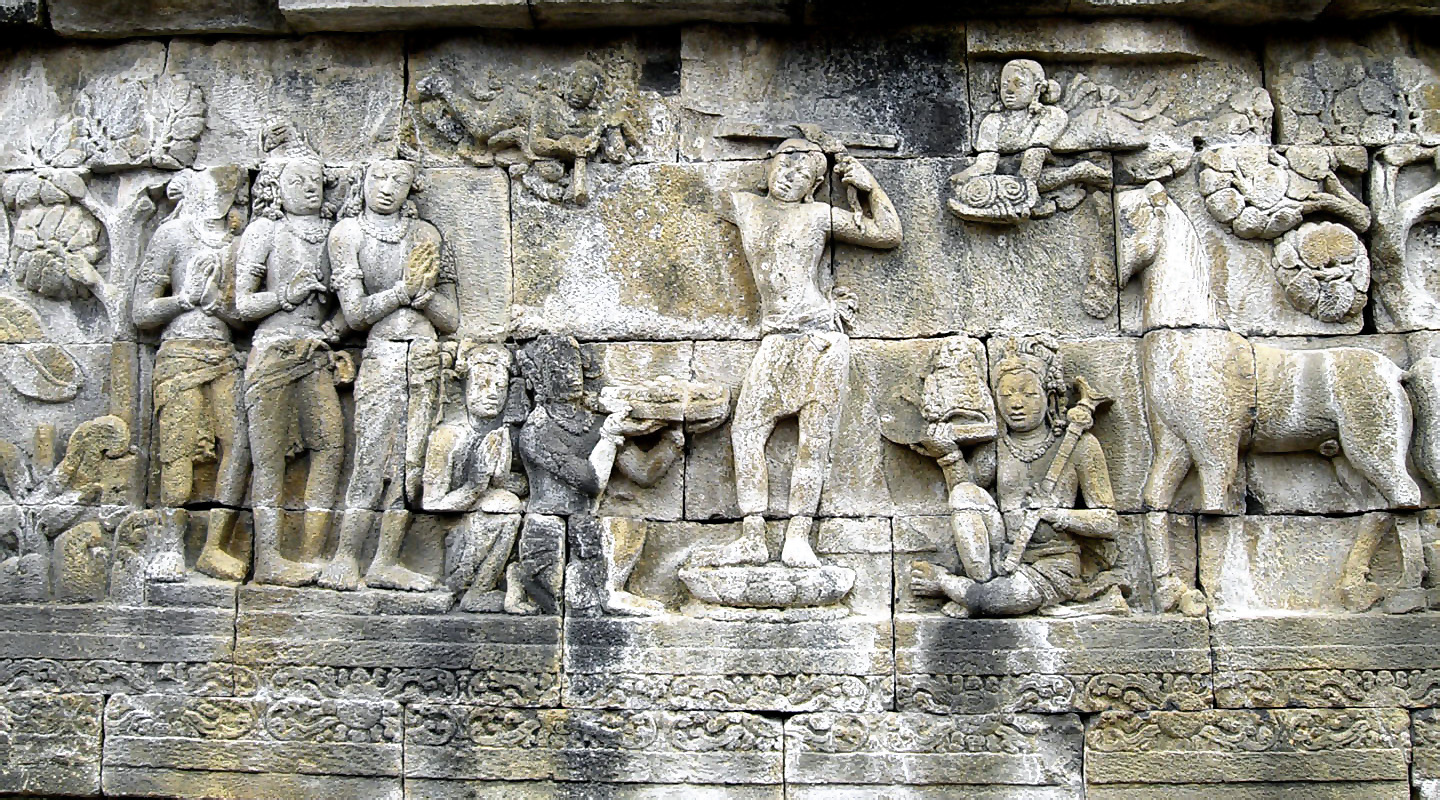
Relieves de Borobudur.
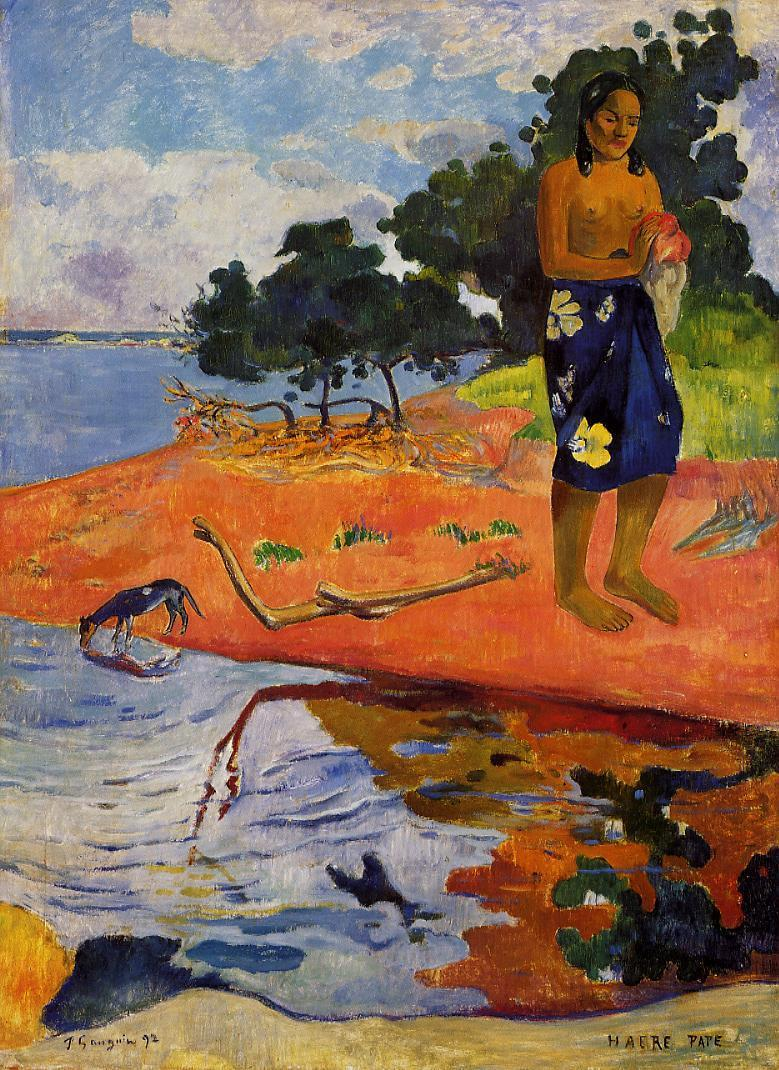
Haere Pape (1892).
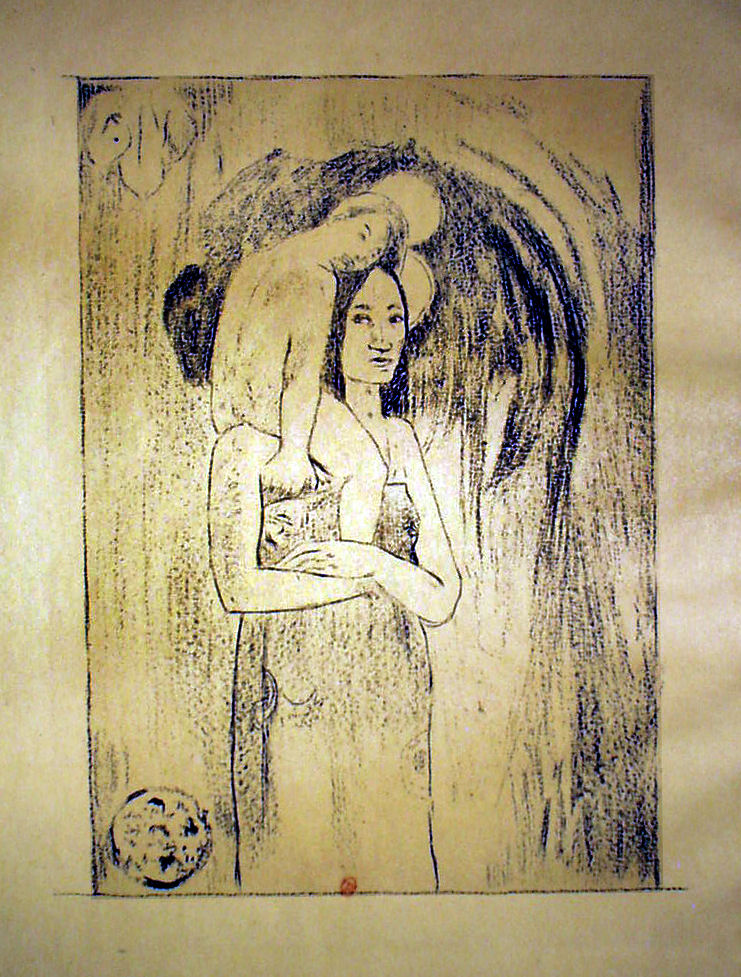
Zincografia (1895).

## Historial
Gauguin quiso dar el cuadro al Museo de Luxemburgo, pero el conservador Léonce Bénédite lo rechazó con desprecio. En noviembre de 1893 fue expuesto en la galería de Paul Durant-Ruel y vendido al editor Michel Manzi por 2.000 francos. En 1919 fue comprado por un coleccionista de Nueva York por 58.000 francos (unos 71.500 euros de 2008)., y en 1951 su hijo lo entregó al Metropolitan Museum of Art.